# Cuco Martina
Rhu-endly Aurelio Jean-Carlo „Cuco“ Martina (* 25. September 1989 in Rotterdam, Niederlande) ist ein vereinsloser niederländischer Fußballspieler, der auf der Position eines Verteidigers spielt. 

## Verein
Martina spielte seit der Saison 2013/14 für den FC Twente Enschede, wohin er vom RBC Roosendaal gewechselt war, bei denen er zuvor drei Jahre lang in der Eerste Divisie und zwei Jahre bei RKC Waalwijk in der höchsten Spielklasse gespielt hatte. Nach seiner Zeit in Enschede wechselte er im Juli 2015 nach England zum Erstligisten FC Southampton. Dort blieb er zwei Jahre, bevor er nach Everton weiterzog. Dort wurde er am 2. November 2017 nach einem Zusammenprall mit Gegenspieler Maxwell Cornet im Europa-League-Spiel gegen Olympique Lyon zeitweise bewusstlos und musste ins Krankenhaus eingeliefert werden, konnte dies aber noch am selben Abend wieder verlassen. Nach insgesamt 28 Pflichtspieleinsätzen in der Saison 2017/18 für die „Toffees“ wurde er in der anschließenden Spielzeit zunächst an den Zweitligisten Stoke City und ab Ende Januar 2019 an den niederländischen Erstligisten Feyenoord Rotterdam ausgeliehen. Zum Ende der Saison 2019/20 verließ Martina Everton nach Ablauf der Vertragslaufzeit. Seitdem ist er ohne neuen Verein.

## Nationalmannschaft
Seit 2011 ist Martina ebenso wie sein Bruder Javier Nationalspieler von Curaçao. Mit dem Team von der Antilleninsel traten beide in der WM-Qualifikation 2014 an. Martina bestritt als Mannschaftskapitän mit seinem Team sowohl 2017 als auch 2019 den Gold Cup. Während er 2017 noch punktlos in der Vorrunde ausschied, überstand er diese zwei Jahre später mit seinen Mannen, bevor im Viertelfinale das 0:1 gegen die USA das Aus bedeutete.